# Ро Змиеносец
 Тази статия е за звездата.  За мъглявината вижте Ро Змиеносец (мъглявина).  
Ро Змиеносец (ρ Ophiuchi) е двойна звезда в съзвездието Змиеносец, съставена от син субгигант и синьо джудже, и двете от клас B. Поради нейното разположение в съседство с мъглявината Ро Змиеносец в миналото величината ѝ е смятана за значително по-малка. Разстоянието до Земята е около 390 – 400 светлинни години.